# 陳蕙 (嘉靖進士)
陳蕙（1500年—？），字邦馨，號西廓、又号西郭，福建泉州府晉江縣人，軍籍，明朝政治人物。

## 生平
嘉靖七年（1528年）戊子科福建鄉試第四十四名舉人。嘉靖八年（1529年）中式己丑科會試第二百八十五名，登第三甲第一百零三名進士。授肇庆府推官，选授監察御史，十八年巡按南直隶，十九年巡按河南，十一月因弹劾前開封知府賈應春，二人俱回籍聽勘，後贬知縣，升荆州府同知。

## 家族
曾祖陳霽曾；祖父陳崇瑞；父陳朗，曾任上林苑監典簿。前母吳氏；母朱氏。慈侍下。